# Herb gminy Starogard Gdański
Herb gminy Starogard Gdański – jeden z symboli gminy Starogard Gdański.

## Wygląd
Herb przedstawia na tarczy w polu zielonym stylizowany żółty kłos zboża, na którego środku umieszczono herb miasta Starogard Gdański.